# Jacques Bonnet (prêtre)
Pour les articles homonymes, voir Jacques Bonnet et Bonnet.
Jacques Bonnet, né le 3 avril 1733 à Villefort et mort le 28 décembre 1805 dans la même ville, est un prêtre et homme politique français.

## Biographie
Jacques Bonnet (1733-1805) est né à Villefort le 3 avril 1733. Il est issu d’une famille de la bourgeoisie marchande et juridique. Son père a été élu Premier Consul de Villefort en mars 1733. Une branche de la famille, les Bonnet-Ladevèze, reste liée aux activités juridiques d’ancien régime : son cousin est juge du seigneur de Morangiès ; les enfants de celui-ci, Bonnet-Ladevèze et Bonnet Laboissière, s’engageront dans la contre-révolution, en particulier dans le soutien à l’insurrection de Saillans. L’autre branche, les Bonnet-Mazimbert, maintient des activités juridiques et marchandes, mais participe aussi aux activités industrielles nouvelles, en particulier au secteur minier avec  les mines de plomb-argentifère de Villefort et Vialas. Cette branche de la famille soutient la Révolution.
Jacques Bonnet suit des études de philosophie à Avignon, puis de droit canon à Montpellier. Nommé à la cure de Villefort en 1767, il y reste jusqu’à sa mort, sauf pendant l’entracte de la Révolution.
Le 31 mars 1789, il est élu député du clergé de la sénéchaussée de Nîmes, aux États Généraux. Le 17 juin 1789, il est le seul des quatre élus du clergé de la sénéchaussée de Nîmes à faire le choix  de rejoindre le Tiers-État. Il participe ainsi à la transformation des États Généraux en Assemblée Nationale. Il prête le serment de fidélité à la Nation, à la Loi et au Roi, sauf en ce qui concerne les questions spirituelles.
En septembre 1791, lorsque l’Assemblée constituante se sépare, il revient à Villefort où il n’a plus d’activités politiques apparentes, et reprend ses fonctions de curé. Il démissionne de la cure en juillet 1792, et prête à nouveau le serment civique, sans restrictions puisqu’il n’est plus prêtre. Sur ordre du représentant Borie, il est reclus à Mende du 12 juillet 1794 (24 messidor an II) au 12 février 1795 (24 pluviôse an III). Après le concordat, en 1802, il retrouve la cure de Villefort qu’il occupe jusqu’à sa mort, le 7 nivôse an XIV (28 décembre 1805).